# Peccato originale (Jacopo della Quercia)
Il Peccato originale è la terza delle dieci formelle a bassorilievo con Storie della Genesi della Porta Magna della basilica di San Petronio a Bologna. Opera della piena maturità Jacopo della Quercia, databile tra il 1425 e il 1434, è considerata tra i suoi lavori più significativi. 

## Storia
La decorazione del portale mediano di San Petronio iniziò nel 1425 e si interruppe nel 1434, poco prima della morte dell'artista (1438). Le formelle sono sempre rimaste visibili all'esterno della basilica. 
Esse vennero studiate attentamente da Michelangelo Buonarroti, influenzando lo sviluppo il suo stile scultoreo. Michelangelo dimostrò anche di avere a mente alcune delle composizioni dei bassorilievi quando affrescò le Storie della Genesi nella volta della Cappella Sistina.

## Descrizione

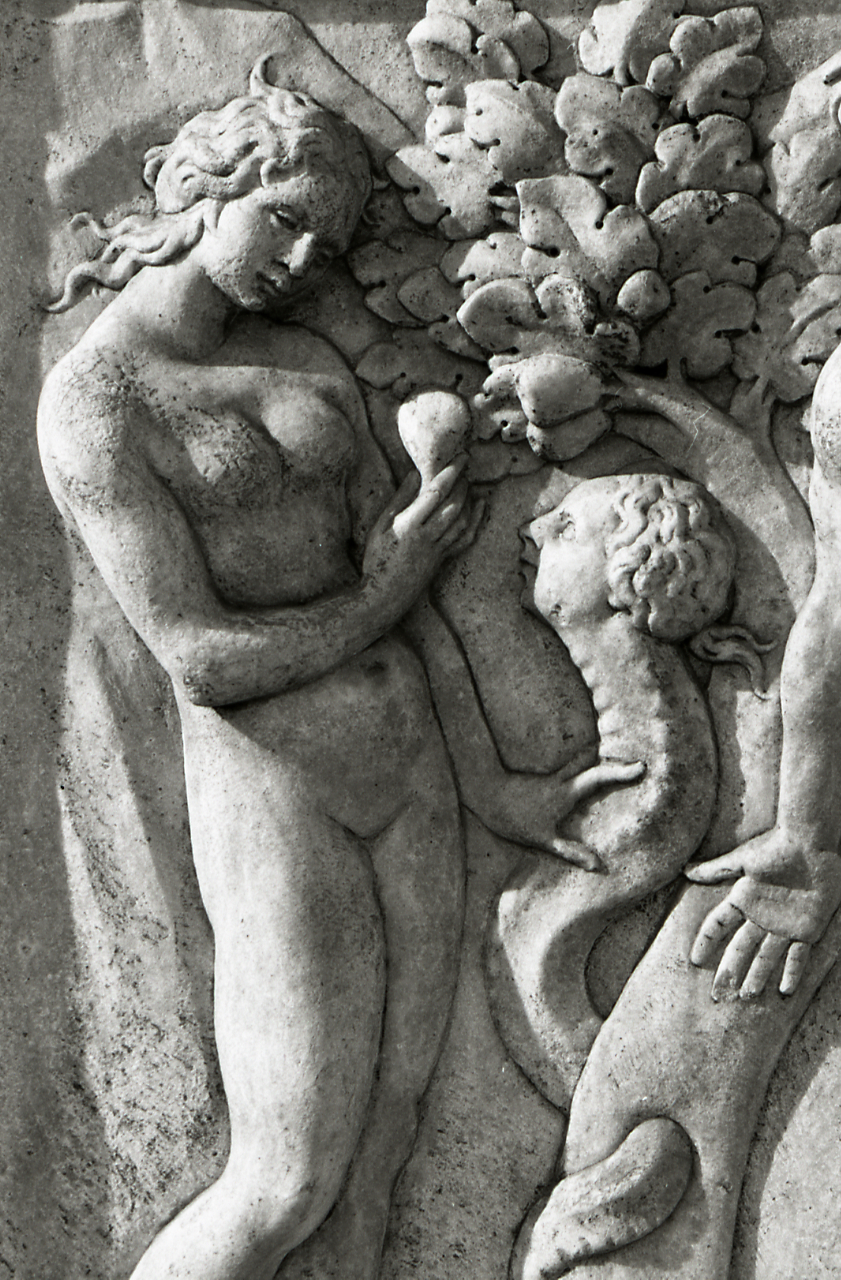
Peccato originale, dettaglio. Foto di Paolo Monti

Nel Paradiso terrestre, accennato solo dalle rocce scheggiate ai lati, si trova l'albero del frutto proibito, sul quale è arrotolato il Serpente tentatore, dalla delicata testina capelluta che richiama il soggetto analogo del Peccato originale di masolino nella Cappella Brancacci. 
Adamo ed Eva sono nudi e se il primo ha una spiccata muscolatura e un realismo attento al dettaglio, la seconda ha un incarnato liscio e ben tornito. I loro gesti sono molto eloquenti: da un lato Eva accetta con accondiscendenza il fico, dall'altro Adamo assiste accondiscendente, con un braccio disteso platealemente, che indica accondiscendenza e che è così tipico dello stile di Jacopo della Quercia che sembra comprimere le sue figure tra due piani invisibili.

## Stile
Il rilievo è ben diverso dallo stiacciato donatelliano: invece dei fini sottosquadri, le figure sembrano hanno linee nette e ombre ridotte al minimo. Alle parti lisce e stondate delle figure si alternano spesso fratture di piani e contorni rigidi, dal cui contrasto sprigiona un effetto di forza trattenuta, che non ha eguali nella scultura quattrocentesca. 
L'intensità dinamica dei rilievi di San Petronio è data dal gioco di linee complesse, che sfrutta anche le linee del panneggio gotico, e dalla scelta di soggetti umani rustici e massicci, che esaltano la forza plastica delle scene. I gesti sono ampi, le pose eloquenti e le composizioni dinamiche. 
La vitalità erompente dei personaggi travolge e fonde, mettendoli in secondo piano, le fonti e i riferimenti culturali dell'opera (statuaria tardogotica, umanesimo fiorentino, arte classica). La concentrazione sull'energia psichica e fisica dell'uomo nelle formelle non ebbe sostanziali continuatore nel XV secolo, ma fece da modello per Michelangelo Buonarroti, che ne riprese l'espressività e la forza narrativa.